# Editoriale Bresciana
Editoriale Bresciana è un'impresa italiana multimediale attiva nel settore della stampa, comunicazione digitale, radiofonica e televisiva con sede a Brescia. È proprietaria del Giornale di Brescia, delle emittenti locali bresciane Teletutto, TT2 - TeleTutto e TT24, dei canali radiofonici Radiobresciasette e Radio Classica Bresciana, e della concessionaria di pubblicità Numerica.
La quota di controllo del capitale sociale appartiene alla Fondazione Tovini e alla Fondazione Folonari; altre quote sono distribuite fra famiglie imprenditoriali e case editrici bresciane. La fondazione Tovini possiede oltre il 90% della Gold Line di Roma, che a sua volta possiede oltre il 70% delle azioni della Editoriale Bresciana S.p.A.

## Storia
Il 15 gennaio 1947, con il lodo siglato fra Vittorio Valletta, amministratore delegato della Fiat, l'onorevole Lodovico Montini e il presidente del Consiglio Alcide De Gasperi, fu decisa la privatizzazione dell'impresa editrice del Giornale di Brescia. La Banca San Paolo di Brescia e il Credito Agrario Bresciano, assieme ad alcuni privati, acquistarono le azioni della nuova società e nominarono professor Rizzardo Secchi, medico e padre di Tita, in qualità di presidente. Il 28 maggio 1948 gli succedette Antonio Folonari.
Negli anni settanta il gruppo fondò Radio Classica Bresciana. Negli anni novanta, il gruppo si allargò acquisendo Radio Bresciasette, Teletutto e Brescia Telenord, e fondando Numerica, società concessionaria pubblicitaria del gruppo, e BresciaOnLine, portale web di riferimento per l'utenza internet bresciana. L'avvento del digitale nel mondo televisivo ha determinato un nuovo assetto del network televisivo con l'istituzione del canale all news TT24 e la trasformazione di Brescia Telenord in TT2 - TeleTutto.
Nel 2012, nacque GdB digital, l'edizione digitale del Giornale di Brescia.